# Xoc tèrmic (biologia)

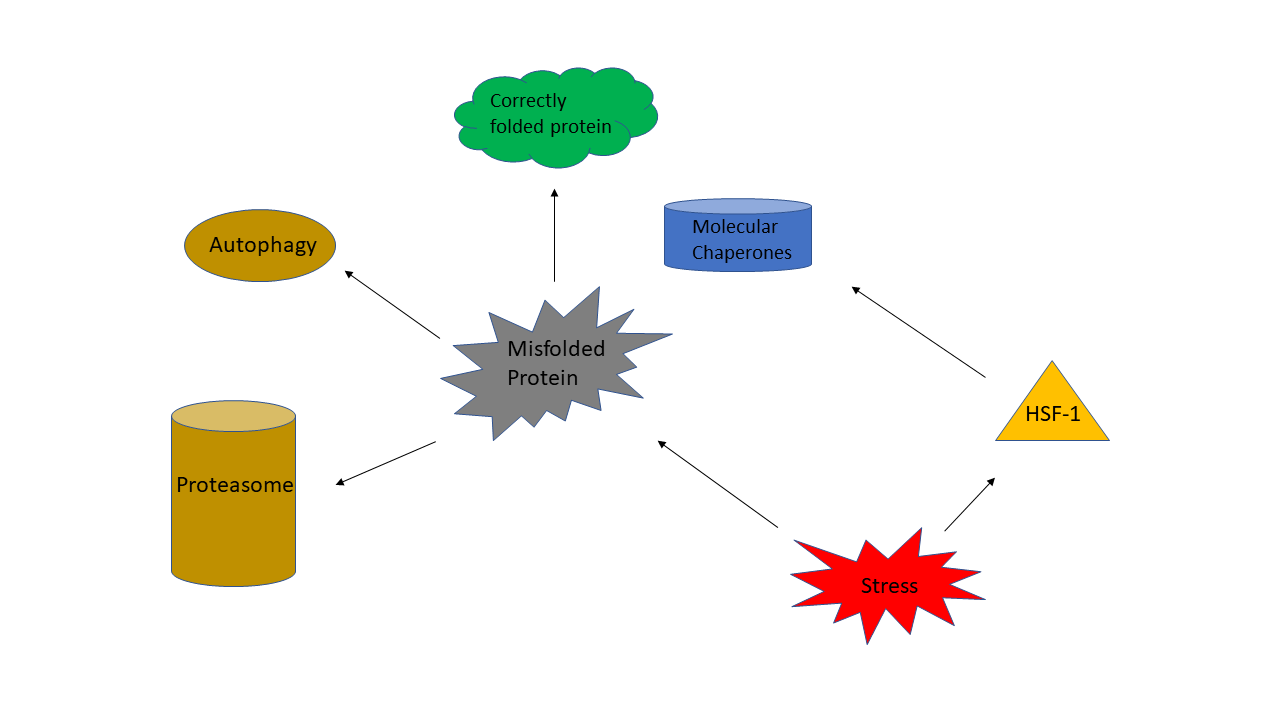
Diagrama de la resposta al xoc tèrmic

En biologia cel·lular, un xoc tèrmic és un estrès que sofreix un organisme viu després d’un augment de la seva temperatura per sobre d’un cert valor. Condueix en particular a l'activació de proteïnes de xoc tèrmic. El xoc tèrmic pot provocar lesions cel·lulars i la mort de l’organisme. En tecnologia alimentària el principi del xoc tèrmic s’utilitza especialment per a la reducció de la càrrega d'agents potencialment patògens d'alguns aliments com ara la pasteurització o la uperització de la llet mitjançant processos com l'UHT.